# 六壯士之古寧頭戰役
《六壯士之古寧頭戰役》，是中華電視公司為了紀念古寧頭戰役四十年而拍攝的台灣電視劇，編劇：張玉剛，導演：陳摩西，一共六集，於1989年10月24日推出。電視劇以古寧頭戰役為背景，當時據民生報報導稱華視耗資千萬，國軍亦出動千人以上的陸海空三軍協助拍攝支援錄製。
《六壯士-古寧頭戰役》電視連續劇播出後，因劇情荒腔走板與史實差距過大，引發金門戰役參戰老兵抗議，信件全文如下：
中華電視台公鑒：今年欣逢古寧頭大捷四十週年，為了這一戰役的歷史意義，國防部舉辦了一連串的活動，貴台也製作了一系到有價值的節目，其中尤不惜鉅資，拍攝「六壯士―古寧頭」連續劇最感欣慰！ 不過，在觀賞兩集以後，發現該劇脫離事實之處甚多。當然，戲劇不是歷史，同時，為要增加其劇情的趣味性、娛樂性及可看性，不可能和事實完全相符，但也不可偏離事實太遠。茲舉一例：昨（二十五）日播放第二集中一段劇情，是描述一三二高地 失守，高軍長命令李團長在七時以前必須收復。此一情節與實際情形不對，為了說明真相，現將一三二高地 情況簡述如後： 一三二高地是全金西地區最高點，在軍事上稱之為陣地鎖鑰，套句俗話，那是「兵家必爭之地。」因其地位重要，所以當時是青年軍二○一師六○一團團指揮所所在地，六○一團為了固守這一要點，在那裡配有重兵，構有堅強工事。匪軍登陸後，雖其指揮系統完全被我二○一師的激烈抵抗所破壞，但為攻佔一三二高地，仍編組一支弦有力的部隊進行猛攻，故二十五凌晨五點鐘左右，曾發動三次彿曉攻擊，終被我擊退。在這場慘烈的攻防戰中，據守在山麓的一、二兩連傷亡甚重，一連連長 劉德昌 陣亡，記得戰況最危急時，團部連連長 趙慶平 曾建議團長 雷開瑄 暫時轉移預備陣地指揮，但被團長堅拒，因團長要與陣地共存亡，更激發了高昂士氣，終于粉碎匪的攻勢，使一三二高地屹立不搖。所以一三二高地一直沒有失守；因為一三二高地沒有失守，才使十四師四十二團的部隊在二十五日晨七點鐘左右安全進入攻擊準備位置，向 西浦頭 發起攻擊。因為一三二高地沒有失守，才使各型炮兵在那裡佔領陣地，居高臨下的向古寧頭地區直接瞄準射擊。因為一三二高地沒有失守，才使各級長官在那裡觀察敵情，瞭解狀況，從容指揮。因為一三二高地沒有失守，才縮短了作戰時間。假使如貴 台所演；「一三二高地失守，」則古寧頭戰役的情勢將全面改觀，原因說來話長。限於篇幅，不再贅言。 「古寧頭大捷」才過去四十年，當年參戰的許多官兵尚苟活人間，所以不希望歪曲史實，使我們這些誓死保衛一三二高地的人太傷心，故不揣陋，說出簡單經過，謹供貴台再製作類似節目的參考！耑此 順請 撰安 老兵 田興柱 敬啟 七十八年十月二十六日 
註：本函曾寄當年華視董事長、總經理、編劇 張玉剛 先生，導演 陳摩西 先生等，但未得回應。

## 演員表
| 演員   | 飾演角色               | 備註                     |
| ------ | ---------------------- | ------------------------ |
| 張雨生 | 李光前身邊最喜歡的小兵 | 此時的張雨生仍在服役中。 |
| 王道   | 李光前                 |                          |
| 澎恰恰 |                        |                          |
| 石英   |                        |                          |
| 劉方英 |                        |                          |
| 婁培偉 |                        |                          |

## 片尾曲
本片片尾曲为张雨生所演唱的《明天不會有淚》（收錄在张雨生专辑"想念我"）。